# Ella Hall
Ella Hall est une actrice américaine du cinéma muet américain née à New York (New York) le 17 mars 1896 et décédée à Los Angeles (Californie) le 3 septembre 1982.
Elle est l'épouse de l'acteur Emory Johnson, avec qui elle eut deux enfants Richard Emory et Ellen Hall, tous deux acteurs.
Ella Hall a joué dans plus de 90 films.

## Filmographie
- 1914 : The Master Key

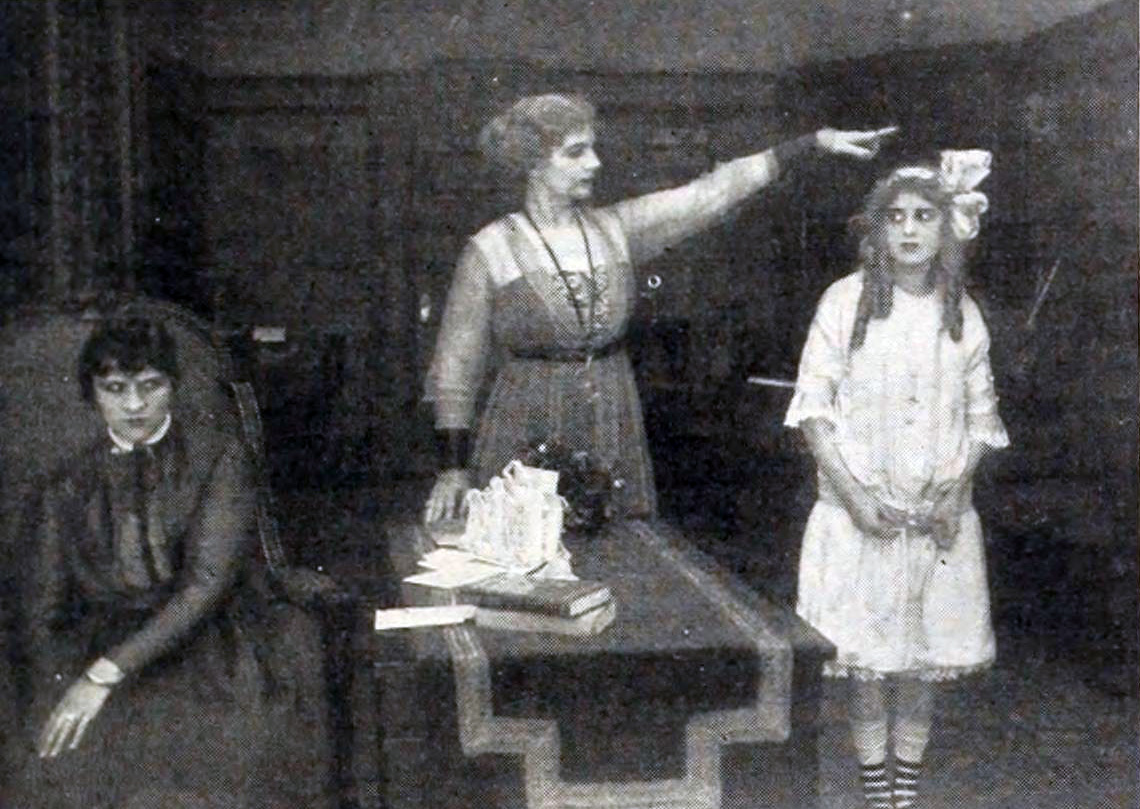
The Love Girl (1916)

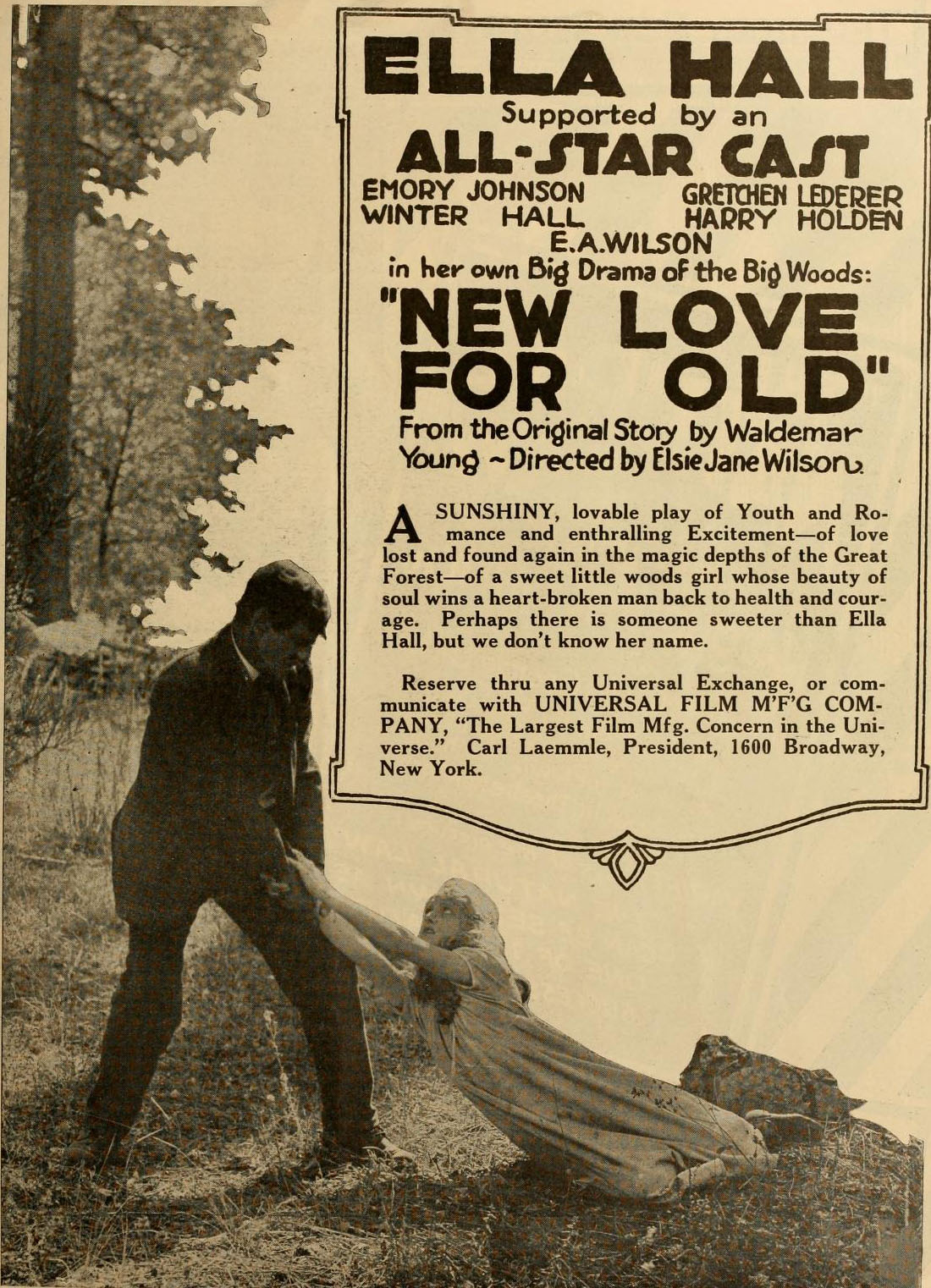
New Love for Old (1918)

- 1915 : The Heart of Lincoln, de Francis Ford
- 1915 : Both Sides of Life, de Robert Z. Leonard et Lynn Reynolds : Ella
- 1916 : Secret Love
- 1917 : Her Soul's Inspiration
- 1918 : Quelle femme ! (Which Woman?) de Tod Browning et Harry A. Pollard
- 1918 : Three Mounted Men
- 1921 : The Great Reward
- 1922 : The Third Alarm d'Emory Johnson
- 1923 : The West~Bound Limited d'Emory Johnson
- 1932 : La Grande Muraille (The Bitter tea of General Yen) de Frank Capra